# قطعنامه ۵۷۳ شورای امنیت
قطعنامه ۵۷۳ شورای امنیت سازمان ملل متحد که در تاریخ ۳۰ سپتامبر ۱۹۸۵ تصویب شد، سندی بین‌المللی دربارهٔ بوتسوانا-آفریقای جنوبی است. این قطعنامه طی نشست ۲۶۰۹ام با ۱۵ موافق، ۰ مخالف و ۰ ممتنع تصویب شد.